# 위령의 날
위령의 날(慰靈의 날, 영어: All Souls' Day, Day of the Dead)은 천주교를 비롯하여 여러 기독교 종파에서 지키는 축일 중 하나로 세상을 떠난 영혼들을 기억하는 날이다. 천주교의 공식 명칭은 죽은 모든 이를 기억하는 위령의 날(Commemoration of All the Faithful Departed)이며 날짜는 11월 2일이다. 이 기념일은 일 년에 한 번씩 위령의 날을 지키도록 명한 클뤼니 수도원의 오딜로의 영향으로 998년부터 보편화되었다. 로마 가톨릭 교회의 사제들은 이날 3번의 미사를 드릴 수 있으며, 이러한 특권은 위령의 날과 주님 성탄 대축일에만 허락되어있다.

## 같이 보기
- 망자의 날